# Novembre 1863

## Événements
- 14 novembre :
  - Londres cède les îles Ioniennes à la Grèce. Sous protectorat britannique depuis 1815, les îles sont devenues ingouvernables en raison d’une agitation politique endémique.
  - Espagne : retrait des progressistes du gouvernement d’union libérale. Isabelle II d'Espagne tente de rétablir un pouvoir absolu soutenu par les modérés, très impopulaire à cause de leur politique répressive contre les opposants. Les généraux progressistes Serrano et Prim tentent vainement sept pronunciamientos en quatre ans.

- 15 novembre : début du règne de Christian IX de Danemark (fin en 1906).

- 18 novembre : constitutions de novembre. Le Danemark annexe les duchés de Schleswig et de Holstein, membres de la confédération germanique, revendiqués par le prince allemand Frédéric d'Augustenburg à la mort du roi de Danemark.

- 23 novembre, États-Unis : début de la bataille de Chattanooga.

- 25 novembre : Grant brise le siège de Chattanooga et repousse Bragg en Géorgie. Le Sud est désormais coupé en deux.

## Naissances
- 11 novembre : Paul Signac, peintre.
- 27 novembre : Josef Block, peintre allemand († 20 décembre 1943).
- 29 novembre :
  - Anatole Deibler, bourreau français († 2 février 1939).
  - Jules-Alexis Muenier, peintre et photographe français († 17 décembre 1942).

## Décès
- 20 novembre : James Bruce (Lord Elgin), gouverneur général.
- 24 novembre : Louis de Le Hoye, homme politique belge.